# Gioia del Colle
Gioia del Colle (Sciò en dialecto local, refinado al 1863 llamada Gioia) es un municipio italiano de 27 680 habitantes de la ciudad metropolitana de Bari, en la región de Puglia. La ciudad se encuentra en la meseta de Murgia, a unos 360 m sobre el nivel del mar.

## Geografía física

### Territorio
Gioia del Colle, que surge sobre la cumbre de un cerro a 360 m sobre el nivel del mar, está situada en la parte meridional de la Murge, en la "Sella de Gioia del Colle", puesta entre la Murge de Noroeste y la Murge de Sureste, a medio camino entre el mar Adriático y el mar Jónico. El territorio municipal, con una superficie de 206,48 km2, alcanza una altitud máxima de 435 m s. n. m. y mínima de 296 m s. n. m. El territorio confina al noroeste con Acquaviva delle Fonti, al norte con Sammichele di Bari, al noreste con Turi, al este con Putignano y Noci, a sureste con Mottola, a sur con Castellaneta, a suroeste con Later, a oeste con Santeramo in Colle.

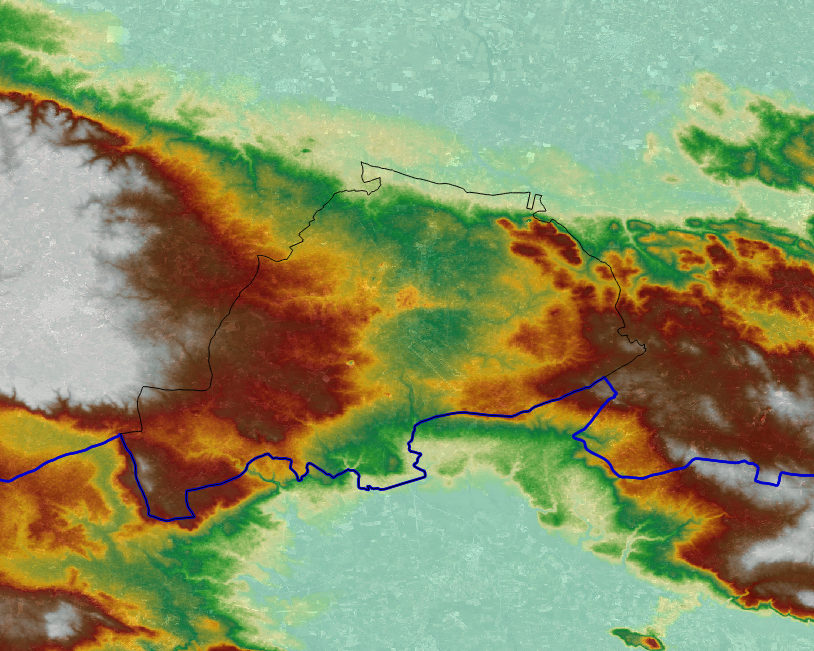
Orografía de Gioia del Colle

El paisaje está caracterizado por grandes áreas boscosas, en las cuales dominan el Quercus trojana, los robles de Troya. Especialmente, el Bosque Romanazzi y Serra Capece constituyen la parte más conspicua de las áreas boscosas de Gioia del Colle y se extienden por la zona arqueológica de Monte Sannace la carretera provincial para Noci.
La parte occidental del territorio mira a la carretera entre le Murge de Noroeste, con isoipse que superan los 400 m s. n. m. hacia Santeramo y Laterza, mientras que la oriental mira a le Murge de Sureste, con isoipse más allá de los 400 m s. n. m. hacia Noci. En el medio, en cambio, destaca una depresión (zanja) con altitud media de 340 m s. n. m., interrumpida tan solo por la colina de 360 metros sobre los que descansa la ciudad.

### Clima

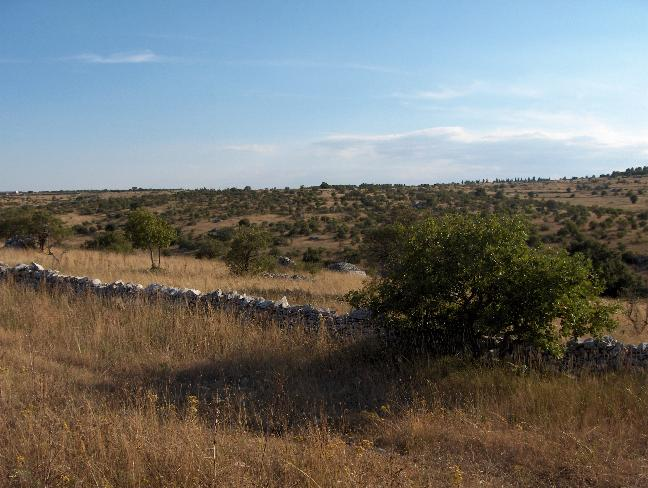
Típico aspecto de Murgia

El clima de Gioia del Colle es mediterráneo (Köppen Csa), pero con picos de continentalidad debido a la altitud y a la distancia del mar. La temperatura en invierno se balancea entre -2 y +12 °C, mientras que en verano oscila entre +18 y +35 °C con un alto porcentaje de humedad. Las precipitaciones anuales son de alrededor de 600 mm. No raramente cae la nieve, aproximadamente una vez al año, especialmente en presencia de aire frío de origen balcánico.
La siguiente tabla muestra los valores medios que se registran en las Murge bajas, de las cuales también el territorio de Gioia del Colle forma parte.
| Parámetros climáticos promedio de Gioia del Colle | Parámetros climáticos promedio de Gioia del Colle | Parámetros climáticos promedio de Gioia del Colle | Parámetros climáticos promedio de Gioia del Colle | Parámetros climáticos promedio de Gioia del Colle | Parámetros climáticos promedio de Gioia del Colle | Parámetros climáticos promedio de Gioia del Colle | Parámetros climáticos promedio de Gioia del Colle | Parámetros climáticos promedio de Gioia del Colle | Parámetros climáticos promedio de Gioia del Colle | Parámetros climáticos promedio de Gioia del Colle | Parámetros climáticos promedio de Gioia del Colle | Parámetros climáticos promedio de Gioia del Colle | Parámetros climáticos promedio de Gioia del Colle |
| Mes                                               | Ene.                                              | Feb.                                              | Mar.                                              | Abr.                                              | May.                                              | Jun.                                              | Jul.                                              | Ago.                                              | Sep.                                              | Oct.                                              | Nov.                                              | Dic.                                              | Anual                                             |
| ------------------------------------------------- | ------------------------------------------------- | ------------------------------------------------- | ------------------------------------------------- | ------------------------------------------------- | ------------------------------------------------- | ------------------------------------------------- | ------------------------------------------------- | ------------------------------------------------- | ------------------------------------------------- | ------------------------------------------------- | ------------------------------------------------- | ------------------------------------------------- | ------------------------------------------------- |
| Temp. máx. media (°C)                             | 9.8                                               | 10.5                                              | 13.0                                              | 16.7                                              | 21.8                                              | 26.3                                              | 29.5                                              | 29.1                                              | 25.3                                              | 19.6                                              | 14.5                                              | 11.0                                              | 18.9                                              |
| Temp. mín. media (°C)                             | 1.9                                               | 2.1                                               | 3.6                                               | 5.8                                               | 9.6                                               | 13.3                                              | 16.0                                              | 15.8                                              | 13.3                                              | 9.8                                               | 5.8                                               | 3.2                                               | 8.4                                               |
| Precipitación total (mm)                          | 53.0                                              | 67.5                                              | 66.9                                              | 41.7                                              | 46.3                                              | 39.2                                              | 28.3                                              | 41.6                                              | 49.0                                              | 68.7                                              | 66.5                                              | 67.9                                              | 636.6                                             |
| Días de precipitaciones (≥ 1 mm)                  | 8                                                 | 8                                                 | 8                                                 | 6                                                 | 6                                                 | 4                                                 | 3                                                 | 4                                                 | 5                                                 | 7                                                 | 7                                                 | 8                                                 | 74                                                |
| Humedad relativa (%)                              | 78                                                | 76                                                | 72                                                | 69                                                | 67                                                | 62                                                | 59                                                | 62                                                | 66                                                | 73                                                | 79                                                | 79                                                | 70.2                                              |
| [cita requerida]                                  |                                                   |                                                   |                                                   |                                                   |                                                   |                                                   |                                                   |                                                   |                                                   |                                                   |                                                   |                                                   |                                                   |

## Historia
La ciudad actual de Gioia del Colle nace alrededor de un castillo de orígenes bizantinos.
Su nombre deriva de Joha, reducción del apellido Joannakis, familia bizantina presente en estos lugares en edad medieval, pero sobre el origen del topónimo hay muchas opiniones e incluso leyendas. Una de las más famosas es aquella según la cual una noble mujer de viaje en la zona perdió algunas joyas entre las cuales un bellísimo y preciosísimo collar. Al lugar donde el collar fue encontrado se le dio el nombre "Gioia del Colle". La compleja y original historia de la ciudad de Gioia del Colle está ilustrada también en su particular escudo de armas: una copa con forma de cáliz lleno de joyas y bordeado por motivos agrícolas. Diferentemente de los escudos de armas de los pueblos vecinos, el de Gioia del Colle, que se remonta a 1934, no se une a ningún símbolo representando familias, marquesados y ducados, sino que cuenta con la presencia de una civilización heterogénea que va desde la pobreza hasta la riqueza, desde la artesanía hasta el latifundio. Se inspira en una escultura realizada en 1480 por Joannes de Rocca, sobre una piedra amurallada en la sede de la Universidad de Gioia, representando tres escudos de armas: el de Gioia con la escrita Universitas Joe, el Aragonés con la corona real y el de las cuentas Acquaviva de Conversano.
El habitado estuvo reconstruido por el normando Riccardo Siniscalco, para luego estar destruido por Guglielmo I de Sicilia llamado "el Malo". Fue refundado en 1230 por Federico II de Svevia a la vuelta de la Cruzada. Parece que el castillo fue una residencia en el que se detuvo durante sus viaje de caza. Estuvo completado luego por los Angioini que abrieron las ventanas sobre la cortina.
Entre 1600 y 1800 los subsiguientes propietarios (los Acquaviva de Aragón, los De Mari, y Mujer María Emanuela Caracciolo) han quitado a la estructura el aspecto de una residencia fortificada.
La ciudad "nueva" pero tendría origen de un asentamiento mucho más antiguo: Monte Sannace, distante aproximadamente 5 km de la ciudad actual. Excavaciones arqueológicas, todavía hoy, sacan a la luz a un pueblo de Peucezi que se remonta al VII siglo a. C. Gioia nace durante el dominio bizantino para luego pasar bajo el dominio normando, confiado al conde Riccardo de Altavilla. A Federico II fue el responsable de la reconstrucción del castillo. Fue principado de Taranto y feudo de los príncipes De Mari de Acquaviva delle Fonti hasta la abolición del feudalismo.

### La masacre de Marzagaglia
En 1920, en el difícil clima social y político de la primera posguerra, se produjo el episodio que ha pasado a la historia como masacre de Marzagaglia. El uno de julio fueron asesinados 6 jornaleros y al día siguiente en represalia tres terratenientes.

## Monumentos y lugares de interés

### Castillo normando-suabo
El castillo normando-suabo de Gioia del Colle es el resultado de al menos tres intervenciones constructivas: una que se remonta al periodo bizantino, otra al normando y la última al suabo. Inicialmente estaba constituido por un recinto fortificado en sillares de piedra, fue ampliado en el siglo XII del normanno Riccardo Siniscalco, que lo transformó en una residencia noble.
La disposición final del castillo se debe a Federico II de Svevia hacia 1230, época en la que tiene un patio cuadrangular, vestíbulos y cuartos que se asoman sobre éste, y está delimitado por cuatro torres angulares. De las cuatro torres angulares originarias, de las que se habla en la apreciación de la Terra de Gioia tanto por el arquitecto Honofrio Tangho de 1640 como por Gennaro Pinto de 1653, hoy quedan sólo dos: la De' Rossi y la de la Emperatriz.
El castillo alberga permanentemente el Museo Arqueológico Nacional de Gioia del Colle.

### Iglesia madre
Erigida a finales del siglo XI por Riccardo Siniscalco con el nombre de "Iglesia palatina de San Pietro", inicialmente estaba dedicada a San Pietro, luego pasó a llamarse "Madonna de la Nieve". La iglesia fue destruida en 1764 por un incendio iniciado durante un levantamiento popular. En el mismo año la iglesia fue reconstruida y dedicada al nacimiento de la Santísima Virgen. A esta época remontan las dos esculturas en jalón (S. Filippo Negros y la Madonna con el Niño en el regazo) presentes sobre la fachada.
En 1857 la iglesia fue nuevamente dañada, esta vez por un terremoto; luego se cerró al culto. La fachada y el campanario fueron restaurados en 1893.
A 1942 se remonta el derrumbe del campanario debido a la inestabilidad estructural entre la parte construida en el siglo XII la de 1893.
En la iglesia se establecieron los Libros Bautismales en 1575, y los Registros de Muertos en 1584.
En su interior hay numerosos frescos que datan de diferentes periodos históricos y una cripta en la que está enterrado el cuerpo del príncipe Carlos III De' Mari. Reconstruida a lo largo de los siglos, aun conserva la jamba original de la puerta de entrada y un sarcófago utilizado como lavabo (conservado en la sacristía).

### Otras iglesias
- Parroquia del Sagrado Corazón, dirigida desde 1984 por la congregación "Familia de los Discípulos" del Padre Minozzi
- Parroquia de Santa Lucía
- Parroquia de San Vito
- Parroquia de la Inmaculada de Lourdes
- Parroquia de Nuestra Señora de Loreto (aeropuerto militar)
- Iglesia de San Rocco
- Iglesia de Santo Ángel
- Iglesia de Santo Andrea
- Iglesia de San Domenico (con convento de dominicos, hoy edificio municipal)
- Iglesia de San Francisco (con convento franciscano, hoy sede de la comisaría de los Carabineros)
- Iglesia del Crucifijo (con convento contiguo)
- Iglesia de Candelora
- Iglesia Marí SS. Annunziata (Localidad de Monte Sannace)
- Iglesia San Giuseppe trabajador (localidad de Montursi)

### Las hermandades
1. San Filippo Neri, Iglesia Santo Ángel
2. Inmaculada Concepción, Iglesia de Santo Andrea
3. Purgatorio, Iglesia de San Francisco
4. Santísima Virgen María del Santo Rosario, Iglesia San Domenico
5. San Rocco, Iglesia San Rocco
6. Santísima Virgen María del Monte Carmelo, Iglesia Matriz
7. Santa Lucía V.M., Parroquia Santa Lucía
8. San Vito M., Iglesia de la Candelaria, extinguida
9. Santa Anna, asociación, Iglesia Santa Andrea
10. Purificación de la virgen María, Iglesia Santo Ángel, extinguida
11. San Michele Arcángel, Iglesia Santa Ángel, extinguida
12. San Antonio y Crucifijo, Iglesia del Crucifijo, extinguida
13. Santísimo Sacramento, Iglesia Matriz, extinguida

### Distilería Cassano
La zona de Gioia ha estado siempre interesada por una importante producción de vino, que en los últimos siglos ha encontrado un mercado sobre todo en Francia. Cuando este canal ha sido cerrado como consecuencia de las medidas proteccionistas de 1887 entre Italia y Francia, los productores comenzaron a destilar los grandes cantidades de vino no vendido para producir coñac y bebidas alcohólicas.
Siguiendo el ejemplo de otros, en 1891 Paolo Cassano instaló una destilería dentro de la finca Cassano. La actividad de la fábrica continuó con buena suerte hasta 1914 (nació en este periodo el Fides Coñac italiano, el más conocido coñac producido en Gioia), cuando la empresa fue puesta en liquidación por una serie de concomitantes factores negativos que habían reducido notablemente la rentabilidad: en primer lugar una epidemia de filoxera que diezmó los viñedos de toda Puglia; además en 1912 hubo un aumento notable de los impuestos junto con la abolición de las devoluciones de impuestos para los productores de coñac.
La destilería pasó a la familia Taranto y se mantuvo en un estado de abandono, luego fue vendida a la USL (hoy Compañía de Salud Local) en 1970 para convertirla en un hospital. El edificio fue vendido nuevamente al municipio de Gioia del Colle en 1997 para saldar algunas deudas.
La antigua destilería representa un ejemplo pionero de la industria de Apulia, debido a estas consideraciones el Ministerio de Patrimonio Cultural y Ambiental ha sancionado su importancia histórica con la inclusión en la lista de bienes monumentales y ambientales con un decreto vinculante de 26 de septiembre de 1992.
Renovada desde 2006, la destilería ocasionalmente alberga exposiciones y festivales, como el festival de la mozzarella que se celebra en agosto.

### Áreas naturales
Los Bosques Romanazzi son un oasis en gestión al WWF Italia.

## Sociedad

### Evolución demográfica
Datos de Istituto Nazionale di Statistica.

### Etnias y minorías extranjeras
Los extranjeros que residen en el municipio son 1210. A continuación se muestran los grupos más consistentes:
- Albania, 393
- Marruecos, 279
- Rumania, 243
- India, 58
- Georgia, 52
- China, 30

### Instrucción

#### Colegios
En Gioia del Colle hay 5 colegios de infancia, 4 escuelas primarias y 2 escuelas secundarias de primer grado.
En cuanto a las escuelas secundarias de segundo grado, en ciudad hay el instituto científico "Ricciotto Canudo", el instituto clásico "Publio Virgilio Marone" y el instituto técnico industrial "Galileo Galilei".

#### Museos

##### Museo Arqueológico Nacional
Las salas del Museo Arqueológico se encuentran dentro del castillo normando-suabo. Se muestran de forma sistemática los numerosos kits de las necrópolis de Monte Sannace y Santo Mola que abarcan un amplio arco cronológico: desde principios del siglo VI al siglo II a. C. Vasos geométricos y figurativos, armas de bronce, fíbulas y figurillas de arcilla definen la composición habitual de los objetos funerarios del centro indígena pero también de las más amplias comunidades peucete.

##### Parque arqueológico de Monte Sannace
El sitio, a 5 km de la ciudad en dirección a Turi, ha sido objeto de excavaciones arqueológicas desde 1957 por la Superintendencia de Antigüedades de Apulia y de Matera. Las excavaciones, finalizadas en 1961, han sacado a la luz un asentamiento de los antiguos Peucezi que data del siglo IX a. C. y que se prolongó, con breves interrupciones, hasta el periodo helenístico-romano (alrededor hasta el siglo I d. C.).
El parque arqueológico incluye algunos tramos de los circuitos difensivos y la puerta norte, así como gran parte del pueblo, numerosas tumbas y varios edificios de la acrópolis.
Los hallazgos de las excavaciones se guardan en el Museo Arqueológico Nacional ubicado dentro el castillo normando-suabo.

### Cine
Además de haber dado cuna a Ricciotto Canudo, quien durante la estancia en París avivó el debate en torno al arte cinematográfico, y a Frank Stallone, padre del actor, guionista, productor y director de cine estadounidense, Sylvester Stallone, Gioia del Colle se vincula al cine por haber acogido el set de tres películas, en épocas diferentes:
- Entre 1930 y 1931 en el centro urbano y en las campañas de Gioia fueron rodadas algunas reanudaciones de la película muda Idillio infranto, dirigida por el milanés Nello Mauri.
- En 1964 Pier Paolo Pasolini para la película "El Evangelio según San Mateo" eligió el castillo de Gioia del Colle para rodar dos escenas: el palacio de Herodes y la danza de Salomé, que tuvo lugar en el ala norte del patio del edificio. La expulsión del templo, con los sacerdotes que asisten a los acontecimientos, ha sido rodara en cambio en Castel del Monte.
- En 1999, se ambienta Terra quemada, película de debut de Fabio Segatori con Raoul Bova, Giancarlo Giannini, Michele Placido y Blanca Guaccero.[10]
- En 2014, Matteo Garrone eligió el castillo normando-suabo de Gioia del Colle para ambientar algunas escenas de la película “El relato de los relatos”, con Salma Hayek, Vincent Cassel y Toby Johnes.

### Música
- La Banda Musical de Gioia del Colle ganó el Concurso Internacional de Venecia en 1924 y el Concurso Profesionales a Roma en 1929.[11]
- Desde 1998 tiene lugar en Gioia del Colle el Concurso internacional de música Premio Pietro Argento.[12]
- En 2012, por iniciativa de numerosos músicos de Gioia, nace Rockerella, un proyecto de producción, investigación histórica, empadronamiento y coordinación de la música alternativa de Gioia del Colle, que se convierte en un festival del mismo nombre y produce dos compilaciones y el documental "Rockerella, historia de la música de Gioia del Colle de los años '50 a los nuestros días".[13][14]

### Teatros
- Teatro comunal Rossini

### Acontecimientos
- Fiesta Patronal de San Filippo Neri, 25 - 26 - 27 mayo;
- Fiesta del patrono San Rocco, 15 - 16 agosto;
- Procesión de los Sagrados Misterios de la Pasión, Viernes Santo;
- Festival Internacional TeatroLab2.0 - Chièdiscena, abril - mayo;[15]
- Palio de los Tonels, agosto.[16]

## Economía
Gioia del Colle es conocida por su mozzarella y el vino Primitivo de Gioia del Colle, y también hay importantes productores de pasta y aceite extra virgen de oliva. La agricultura, las industrias lácteas, las bodegas, fábricas de pasta y almazaras junto con las empresas comerciales representan el motor económico de este país. Presente el Ansaldo Calderas con un establecimiento para la construcción de grandes calderas industriales, líder en campo internacional.

## Infraestructuras y transporte

### Calles
Las carreteras principales de Gioia del Colle son:
- Autopista A14 Bolonia-Taranto, salida de Gioia del Colle.
- Carretera estatal 100 de Gioia del Colle.

### Vías férreas
La estación de tren se encuentra en el ferrocarril Bari-Taranto, y es el término de la línea Gioia del Colle-Rocchetta Santa Antonio.

### Aeropuertos
En el aeropuerto militar de Gioia del Colle "Antonio Ramírez", tiene su base el Ala 36º de la Fuerza Aérea Italiana.

### Movilidad urbana
El transporte público urbano es un servicio puesto a disposición por la administración municipal y gestionado por la empresa Sabato Viaggi. La red está compuesta por dos líneas circulares, dos líneas que dan servicio a la zona de Termosud, dos líneas para la zona industrial y dos líneas que conectan las principales instalaciones escolares del municipio de Gioia del Colle.

## Administración

### Hermanamiento
Gioia del Colle está hermanada con:
- Târgoviște (Rumania)

### Otras informaciones administrativas
El municipio de Gioia del Colle es la capital de la Comunidad montañosa de Murgia Barese Sureste, que incluye un total de 6 municipios.

## Deporte

### Fútbol
El principal equipo de fútbol de la ciudad era el A.S.D. Pro Gioia, que jugó en el grupo B de Primera Categoría hasta 2011. Fue fundado en 1911. Los colores de la empresa son el amarillo y el negro. Actualmente existe el Partizan Gioia que juega en Segunda Categoría.
El equipo local de voleibol es el New Real Volley Gioia que juega en Serie A2 italiana de voleibol masculino. Los colores del equipo son blanco-rojo. El equipo hereda las glorias del ASPC Volley Gioia y de la Gioia del Volley sociedad que presumió de 4 temporadas en la máxima categoría: 1994-95, 1995-96, 2003-04 y 2004-05 así como un final de Copa de Italia de Serie A2. Actualmente la estructura que alberga los partidos interiores de la New Real Volley Gioia es el PalaCapurso, pabellón deportivo en Gioia del Colle.
Dada la óptima tradición del voleibol iniciada por el equipo principal desde 1975, otras realidades han salido a la luz en el panorama del voleibol nacional. La A.S.D. New Volley Gioia de voleibol femenino juega en la temporada 2012-2013 en las Serias C femenina.

### Otros deportes
El equipo de rugby local Federiciana Rugby A.S.D. fundado en 2010, juega en las series C de la Federación Italiana Rugby. En 2013 el equipo fue refundado tomando el nombre de Rugby Club Granata A.S.D., apoyándose a una nueva guía técnica, mientras que en 2017 el equipo se vuelve rosa, convirtiéndose en un equipo femenino de rugby a 7. 
El baloncesto es practicado a nivel juvenil. El A.S.D. Gioia Running, fundada en 2012, participa en las competiciones de running a nivel regional.
Militantes en el A.S.D. los arqueros de la Murgia, los atletas Paolo Cantore, Patrizia Castellaneta y Vito Acito más veces han ganado el título regional FITARCO en la disciplina del tiro con arco. Patrizia Castellaneta en 2011 ha ganado el título de Campeona absoluta italiana mientras que Paolo Cantore en 2014 el título de Campeón italiano por equipos.
El estadio local lleva el nombre de "P. Martucci", es utilizado por el equipo de fútbol local. La F.I.G.C.-L.N.D. ha movido oposición para el empleo de la instalación para los partidos de rugby.
El Palasport Gioia del Colle, utilizado para el voleibol y el baloncesto, llamado PalaCapurso. Finalmente el PalaKoutnetsov, llamado 'Palestrone' donde se albergan los partidos del sector juvenil del Equipo Volley Joya (el Academy), de la New Volley Gioia (Serias C Femenina) así como partidos de los campeonatos juveniles de otros equipos de voleibol de Gioia.